# Province de Rodríguez de Mendoza
La province de Rodríguez de Mendoza (en espagnol : Provincia de Rodríguez de Mendoza) est l'une des sept provinces de la région d'Amazonas, au nord du Pérou. Son chef-lieu est la ville de Mendoza.

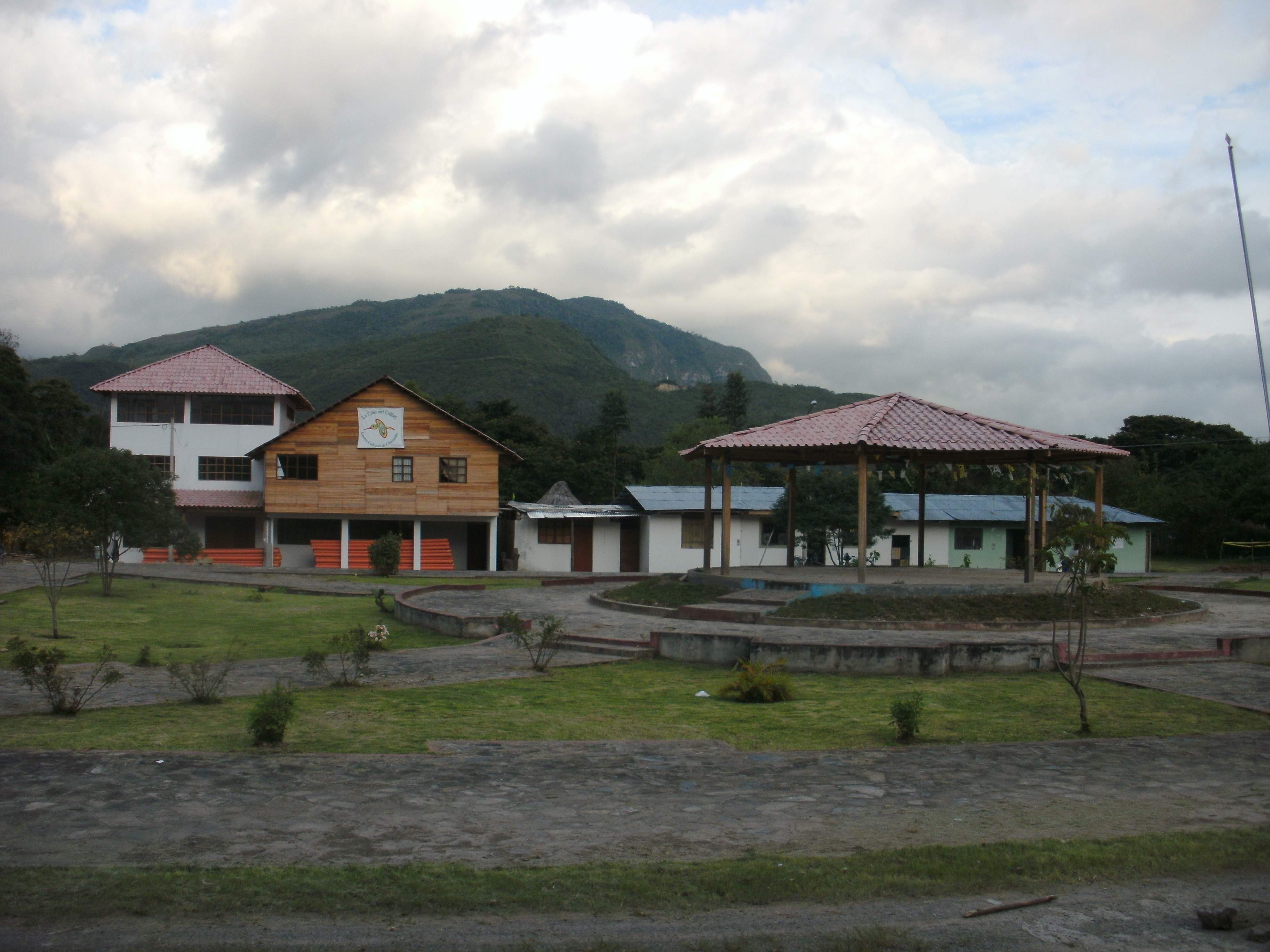
La fondation Colibri et le centre de Chirimoto

## Géographie
La province couvre une superficie de 2 359,39 km2. Elle est limitée au nord, à l'est et au sud par la région de San Martín, et à l'ouest par la province de Chachapoyas.

## Population
La population de la province s'élevait à 25 869 habitants en 2005.

## Subdivisions
La province de Rodríguez de Mendoza est divisée en douze districts :
- Chirimoto
- Cochamal
- Huambo
- Limabamba
- Longar
- Mariscal Benavides
- Milpuc
- Omia
- San Nicolás
- Santa Rosa
- Totora
- Vista Alegre